# 鎬京
鎬京（宗周），与丰京合称豐鎬。考古发现指出，镐京的遗址大约位于今西安市长安区斗门街道以北，灃河东岸。是西周的政治中心。周武王灭商后，定都镐京。

## 沿革
周文王将都城从岐邑迁至丰，周武王又迁都於镐。丰京是宗庙和园囿的所在地，镐京为周王居住和理政的中心。镐京又称宗周，据《长安志》卷三引皇甫谧《帝王世纪》解释为：“武王自酆居镐，诸侯宗之，是为宗周”。
周成王时，周人兴建东都雒邑，即成周，以此为中心加强对东方的控制。周王虽然经常在成周驻节，但还是以宗周为活动的中心。昭穆之世，周人加强了对东方的活动，大量活动开始以成周为中心。等到周幽王时，犬戎攻破镐京，西周灭亡。经历战火的宗周宫室焚毁，周宗室在丰镐一带再难以立足，周平王只得东迁至成周。从此也有人沿袭西周旧称，将成周称为宗周——“周既去镐京，犹名王城为宗周也”（见郑注《礼记·祭统》）。
《西安市志》第一卷《大事记》1947年12月条目下有一段文字：
|  | 是月，经国民政府内务（政）部核准，西安市简称“镐”。 |

西安市档案馆藏1947年12月20日内政部致西安市政府的公函：
|  | 查西安现已编制为特别市，为中國内地一重要城市，人口日益增多，电讯交通频繁，对于其简称呼名，仍没有明确规定；似应仿照各大城市，均以一字代称，如上海简称为“沪”，重庆简称为“渝”，而由钧部明文公布西安市简称为“镐”，以便利书报刊载，并亦可表示西安市为古代名城镐都所在地也，对于历史文化亦甚可表彰等情，除批示外，相应函请查核见复，以凭办理为荷。 |

2021年11月，考古人員在鎬京遺址发现了西周大型建筑基址、道路、陶排水管道等遗迹。